# یواس‌اس شاین (سی‌ال-۱۱۷)
یواس‌اس شاین (سی‌ال-۱۱۷) (به انگلیسی: USS Cheyenne (CL-117)) یک کشتی بود.